# William Tannen (regisseur)
William Tannen (New York, 31 augustus 1942) is een Amerikaanse filmregisseur en filmproducent.

## Biografie
Tannen werd geboren als Bill Tannen op 31 augustus 1942 in New York. Hij studeerde aan de Universiteit van Boston waar hij een Bachelor of Science in communicatie behaalde.
Hij begon zijn carrière bij het New Yorkse reclamebureau BBDO, waar hij onder andere de campagne "Girl Watchers" voor Diet Pepsi bedacht, die verschillende Clio Awards won. Nadat hij voor andere reclamebureaus had gewerkt, richtte hij in New York zijn eigen productiebedrijf op, Sunday Productions, waarmee hij reclamespots voor verschillende klanten opnam.
In 1968 maakte Tannen zijn eerste korte film Eulogy for R.F.K., die vertoond werd op het New York Film Festival. Later verhuisde hij naar Los Angeles, waar hij reclamespots regisseerde voor Pepsi, Air France, McDonald's, Ford en Diet Coke.
In 1984 maakte hij zijn debuut als filmregisseur met de politieke thriller Flashpoint. Later regisseerde hij nog meer speelfilms, televisieseries en specials.
Sinds 2013 geeft hij regieworkshops aan de École Internationale de Création Audiovisuelle et de Réalisation (EICAR) in Parijs.

## Filmografie (selectie)

### Als regisseur
- Eulogy for R.F.K. (1968, kortfilm)
- Flashpoint (1984)
- Deadly Illusion (1987)
- Hero and the Terror (1988)
- Inside Edge (1992)
- The Goodbye Bird (1993)
- Windrunner (1994)
- Tarzan: The Epic Adventures (1996-1997, televisieserie, 7 afleveringen)
- Mowgli: The New Adventures of the Jungle Book (1998, televisieserie, 2 afleveringen)
- Love Lies Bleeding (1999)
- Nobody Knows Anything! (2003)
- The Cutter (2005)
- Ozzie (2005)
- Night of Terror (2006, televisiefilm)

### Als producent
- Eulogy for R.F.K. (1968, kortfilm)
- The Goodbye Bird (1993)
- Money Play$ (1998, televisiefilm)